# なにさまっ!
『なにさまっ!』は、1998年10月11日から12月20日まで毎週日曜日21:00 - 21:54に、TBS系「東芝日曜劇場」枠で放送されたテレビドラマ。主演は岸谷五朗。

## キャスト
出典:
- 坂巻 風太郎〈33〉 - 岸谷五朗
- 沢木 いづみ〈28〉 - 松雪泰子
- 園田 祐子〈24〉 - 篠原涼子
- 東 良介〈28〉 - 長嶋一茂
- 高杉 真紀夫〈26〉 - 藤木直人
- 木村 友里 - 竹内結子
- 渡辺 水希 - 内山理名
- 山田モリコーネ和丸 - ライモンド・アンドレア
- 曽根田 トメ子 - 水島かおり
- 山田 庄次 - 井川比佐志
- ロベルト・ガストー二 - 川平慈英
- 佐伯 修一〈39〉 - 渡辺いっけい
- 村越 和彦 - 岸部一徳
- 岡野 明〈33〉 - 渡部篤郎

## スタッフ
- 脚本：寺田敏雄
- 演出：吉田秋生、片山修
- 音楽：岩代太郎
- 主題歌：スガシカオ「ぼくたちの日々｣（キティ・エンタープライズ）
- プロデュース：伊佐野英樹
- 製作著作：TBS

## 放送日程
| 各話                                                       | 放送日   | サブタイトル               | 演出     | 視聴率 |
| ---------------------------------------------------------- | -------- | -------------------------- | -------- | ------ |
| 第1話                                                      | 10月11日 | 負け犬と女王様             | 吉田秋生 | 15.6%  |
| 第2話                                                      | 10月18日 | 女王様の秘密               | 吉田秋生 | 14.1%  |
| 第3話                                                      | 10月25日 | 嘘つき男に天罰             | 片山修   | 12.3%  |
| 第4話                                                      | 11月01日 | あんた友達いないだろ!      | 片山修   | 12.0%  |
| 第5話                                                      | 11月08日 | 完璧女のつらい過去         | 吉田秋生 | 13.6%  |
| 第6話                                                      | 11月15日 | 涙の対面、初めて孫を見た父 | 吉田秋生 | 12.8%  |
| 第7話                                                      | 11月22日 | あんたを助けたい           | 片山修   | 10.3%  |
| 第8話                                                      | 11月29日 | 人は変われるのか           | 吉田秋生 | 12.4%  |
| 第9話                                                      | 12月06日 | ついに告白か               | 片山修   | 10.5%  |
| 第10話                                                     | 12月13日 | イタリアからの男           | 吉田秋生 | 11.6%  |
| 最終話                                                     | 12月20日 | 言えなかった言葉           | 吉田秋生 | 12.1%  |
| 平均視聴率 12.5%（視聴率は関東地区・ビデオリサーチ社調べ） |          |                            |          |        |